# Кубок Карьяла 1996
Кубок Карьялы 1996 — III розыгрыш ежегодного хоккейного турнира на приз финской пивной компании Karjala. Состоялся 11 — 14 ноября 1996 года. Впервые проводился в рамках Еврохоккейтура. Участники соревнования: сборные Финляндии, Швеции, России и Чехии. Победитель турнира — сборная Финляндии. Все матчи проводились в Хельсинки.

## Таблица
| М | Сборная   | И | В | Н | П | ШЗ | ШП | О |
| - | --------- | - | - | - | - | -- | -- | - |
| 1 | Финляндия | 3 | 2 | 1 | 0 | 15 | 6  | 5 |
| 2 | Швеция    | 3 | 2 | 0 | 1 | 9  | 8  | 4 |
| 3 | Россия    | 3 | 1 | 0 | 2 | 5  | 11 | 2 |
| 4 | Чехия     | 3 | 0 | 1 | 2 | 5  | 9  | 1 |

## Матчи
| 7 ноября 1996 15:00 | Чехия | 1 : 3 (1:2, 0:1, 0:0) | Швеция | Хартвалл-арена, Хельсинки Зрителей: 3800 |

| Отчёт                                     | Отчёт           | Отчёт | Отчёт            | Отчёт                                               |
| ----------------------------------------- | --------------- | --- | ---------------- | --------------------------------------------------- |
|                                           |                 | |                  |                                                     |
|                                           | Роман Чехманек  | Вратари | Микаэль Сандберг | Судьи: Анатолий Бардин Иллка Хирви Томми Холмстрем. |
|                                           | Голы:           | |                  | Судьи: Анатолий Бардин Иллка Хирви Томми Холмстрем. |
| Ян Алинч (В. Вуйтек, Р. Белоглав) — 15:07 | 0:1 1:1 2:1 3:1 | 09:14 — Патрик Чельберг (М. Нюландер) 16:58 (бол) — Никлас Хэвелид (П. Свартвадет, П. Эклунд) 36:22 — Никлас Фальк (Р. Окерстрем) |                  | Судьи: Анатолий Бардин Иллка Хирви Томми Холмстрем. |
|                                           |                 | |                  | Судьи: Анатолий Бардин Иллка Хирви Томми Холмстрем. |
|                                           |                 | |                  | Судьи: Анатолий Бардин Иллка Хирви Томми Холмстрем. |
|                                           |                 | |                  | Судьи: Анатолий Бардин Иллка Хирви Томми Холмстрем. |
| 8 мин                                     | Штраф           | 16 мин |                  | Судьи: Анатолий Бардин Иллка Хирви Томми Холмстрем. |
|                                           |                 | |                  |                                                     |
|                                           | 25 (9+8+8)      | Броски | 26 (10+8+8)      |                                                     |

| 7 ноября 1996 19:00 | Финляндия | 6 : 1 (1:1, 4:0, 1:0) | Россия | Хартвалл-арена, Хельсинки Зрителей: 4661 |

| Отчёт | Отчёт                       | Отчёт                                | Отчёт                                                         | Отчёт                                             |
| --- | --------------------------- | ------------------------------------ | ------------------------------------------------------------- | ------------------------------------------------- |
| |                             |                                      |                                                               |                                                   |
| | Яни Хурме — 00.00-60:00     | Вратари                              | 00.00-40:00 — Алексей Егоров 40:00-60.00 — Владимир Тихомиров | Судьи: Петер Андерссон Рану Бруун Дино Касагранде |
| | Голы:                       |                                      |                                                               | Судьи: Петер Андерссон Рану Бруун Дино Касагранде |
| Мика Ниеминен (К. Ринтанен, Я. Варвио) — (бол) 14:05 Яркко Варвио (К. Мартикайнен) — (бол) 25:18 Мика Ниеминен (Я. Варвио) — 36:07 Юха Риихиярви (Х. Вирта, М. Алатало) — 36:18 Юха Риихиярви (К. Тимонен) — 39:20 Янне Оянен (Х. Вирта) — (бол) 59:50 | 1:0 1:1 2:1 3:1 4:1 5:1 6:1 | 18:02 Александр Королюк (Д. Ерофеев) |                                                               | Судьи: Петер Андерссон Рану Бруун Дино Касагранде |
| |                             |                                      |                                                               | Судьи: Петер Андерссон Рану Бруун Дино Касагранде |
| |                             |                                      |                                                               | Судьи: Петер Андерссон Рану Бруун Дино Касагранде |
| |                             |                                      |                                                               | Судьи: Петер Андерссон Рану Бруун Дино Касагранде |
| 6 мин | Штраф                       | 30 мин                               |                                                               | Судьи: Петер Андерссон Рану Бруун Дино Касагранде |
| |                             |                                      |                                                               |                                                   |
| | 45 (13+20+12)               | Броски                               | 23 (8+10+5)                                                   |                                                   |

| 9 ноября 1996 15:00 | Швеция | 4 : 1 (1:0, 1:1, 2:0) | Россия | Хартвалл-арена, Хельсинки Зрителей: 3600 |

| Отчёт | Отчёт               | Отчёт                                                 | Отчёт              | Отчёт                                             |
| --- | ------------------- | ----------------------------------------------------- | ------------------ | ------------------------------------------------- |
| |                     |                                                       |                    |                                                   |
| | Микаэль Сандберг    | Вратари                                               | Владимир Тихомиров | Судьи: Рами Саволайнен Юхан Хейккинен Песса Круус |
| | Голы:               |                                                       |                    | Судьи: Рами Саволайнен Юхан Хейккинен Песса Круус |
| Пер Свартвадет (Н. Фальк) — 19:40 Фредрик Линдквист (А. Бломстен, М. Нюландер) — 29:33 Магнус Свенссон (П. Чельберг, М. Нюландер) — 44:58 Патрик Чельберг (М. Нюландер, Я. Мерциг) — 55:33 | 1:0 2:0 2:1 3:1 4:1 | 36:51 — Анатолий Федотов (Д. Клевакин, Д. Афиногенов) |                    | Судьи: Рами Саволайнен Юхан Хейккинен Песса Круус |
| |                     |                                                       |                    | Судьи: Рами Саволайнен Юхан Хейккинен Песса Круус |
| |                     |                                                       |                    | Судьи: Рами Саволайнен Юхан Хейккинен Песса Круус |
| |                     |                                                       |                    | Судьи: Рами Саволайнен Юхан Хейккинен Песса Круус |
| 6 мин | Штраф               | 6 мин                                                 |                    | Судьи: Рами Саволайнен Юхан Хейккинен Песса Круус |
| |                     |                                                       |                    |                                                   |
| | 23 (5+9+9)          | Броски                                                | 30 (10+11+9)       |                                                   |

| 9 ноября 1996 19:00 | Финляндия | 3 : 3 (1:1, 1:0, 1:2) | Чехия | Хартвалл-арена, Хельсинки Зрителей: 6141 |

| Отчёт | Отчёт                   | Отчёт                                                                                   | Отчёт         | Отчёт                                               |
| --- | ----------------------- | --------------------------------------------------------------------------------------- | ------------- | --------------------------------------------------- |
| |                         |                                                                                         |               |                                                     |
| | Ари Суландер            | Вратари                                                                                 | Мартин Прусек | Судьи: Петер Андерссон Янне Раутавоури Рейо Рингбом |
| | Голы:                   |                                                                                         |               | Судьи: Петер Андерссон Янне Раутавоури Рейо Рингбом |
| Марко Кипрусофф (Т. Койвисто, А. Аалто) — 15:22 Киммо Ринтанен (М. Стремберг) — 55:39 Тимо Ютила (Я. Оянен, М. Ниеминен) — 59:41 | 0:1 1:1 1:2 2:2 2:3 3:3 | 09:45 — Владимир Вуйтек 35:40 — Роман Шимичек (Я. Беднарж) 57:54 — Ян Алинч (В. Вуйтек) |               | Судьи: Петер Андерссон Янне Раутавоури Рейо Рингбом |
| |                         |                                                                                         |               | Судьи: Петер Андерссон Янне Раутавоури Рейо Рингбом |
| |                         |                                                                                         |               | Судьи: Петер Андерссон Янне Раутавоури Рейо Рингбом |
| |                         |                                                                                         |               | Судьи: Петер Андерссон Янне Раутавоури Рейо Рингбом |
| 6 мин | Штраф                   | 10 мин                                                                                  |               | Судьи: Петер Андерссон Янне Раутавоури Рейо Рингбом |
| |                         |                                                                                         |               |                                                     |
| | 38 (10+9+19)            | Броски                                                                                  | 26 (9+10+7)   |                                                     |

| 10 ноября 1996 15:00 | Чехия | 1 : 3 (1:0, 0:1, 0:2) | Россия | Хартвалл-арена, Хельсинки Зрителей: 2800 |

| Отчёт                                      | Отчёт                                                                 | Отчёт | Отчёт              | Отчёт                                                  |
| ------------------------------------------ | --------------------------------------------------------------------- | --- | ------------------ | ------------------------------------------------------ |
|                                            |                                                                       | |                    |                                                        |
|                                            | Роман Чехманек — 00:00- 0:14 Мартин Прусек — 30:14-59:35, 59:55–60:00 | Вратари | Владимир Тихомиров | Судьи: Рами Саволайнен Рикку Пелтонен Кари-Пекко Тарку |
|                                            | Голы:                                                                 | |                    | Судьи: Рами Саволайнен Рикку Пелтонен Кари-Пекко Тарку |
| Томаш Власак (В. Вуйтек, Я. Алинч) — 11:31 | 1:0 1:1 1:2 1:3                                                       | 39:34 — Александр Королюк (Д. Афиногенов) 57:34 — Дмитрий Гоголев (А. Федотов) 59:55 — Денис Афиногенов (А. Федотов) |                    | Судьи: Рами Саволайнен Рикку Пелтонен Кари-Пекко Тарку |
|                                            |                                                                       | |                    | Судьи: Рами Саволайнен Рикку Пелтонен Кари-Пекко Тарку |
|                                            |                                                                       | |                    | Судьи: Рами Саволайнен Рикку Пелтонен Кари-Пекко Тарку |
|                                            |                                                                       | |                    | Судьи: Рами Саволайнен Рикку Пелтонен Кари-Пекко Тарку |
| 8 мин                                      | Штраф                                                                 | 8 мин |                    | Судьи: Рами Саволайнен Рикку Пелтонен Кари-Пекко Тарку |
|                                            |                                                                       | |                    |                                                        |
|                                            | 31 (6+17+8)                                                           | Броски | 42 (9+15+18)       |                                                        |

| 10 ноября 1996 19:00 | Финляндия | 6 : 2 (0:0, 4:2, 2:0) | Швеция | Хартвалл-арена, Хельсинки Зрителей: 6250 |

| Отчёт | Отчёт                           | Отчёт                                                                                  | Отчёт                                                     | Отчёт                                              |
| --- | ------------------------------- | -------------------------------------------------------------------------------------- | --------------------------------------------------------- | -------------------------------------------------- |
| |                                 |                                                                                        |                                                           |                                                    |
| | Янни Хурме — 00:00-60:00        | Вратари                                                                                | 00:00-33:60 — Микаэль Сандберг 33:60–60:00 — Юхан Хедберг | Судьи: Анатолий Бардин Иллка Хирви Томми Холмстрем |
| | Голы:                           |                                                                                        |                                                           | Судьи: Анатолий Бардин Иллка Хирви Томми Холмстрем |
| Петри Варис (Й. Яяскеляйнен) — 22:11 Киммо Тимонен (Я. Оянен, М. Алатало) — 24:28 Йоонас Яяскеляйнен (П. Варис) — 29:24 Яркко Варвио (М. Ниеминен) — 33:30 Юха Линд — 46:53 Антти Аалто (П. Варис) — 56:25 | 1:0 2:0 3:0 4:0 4:1 4:2 5:2 6:2 | 34:35 (бол.) — Пер Эклунд (М. Нюландер) 35:11 (бол.) — Микаэль Нюландер (П. Челльберг) |                                                           | Судьи: Анатолий Бардин Иллка Хирви Томми Холмстрем |
| |                                 |                                                                                        |                                                           | Судьи: Анатолий Бардин Иллка Хирви Томми Холмстрем |
| |                                 |                                                                                        |                                                           | Судьи: Анатолий Бардин Иллка Хирви Томми Холмстрем |
| |                                 |                                                                                        |                                                           | Судьи: Анатолий Бардин Иллка Хирви Томми Холмстрем |
| 6 мин | Штраф                           | 12 мин                                                                                 |                                                           | Судьи: Анатолий Бардин Иллка Хирви Томми Холмстрем |
| |                                 |                                                                                        |                                                           |                                                    |
| | 36 (9+11+16)                    | Броски                                                                                 | 33 (16+10+7)                                              |                                                    |

## Индивидуальные достижения

### Лучшие игроки
| Позиция    | Игрок            | Примечания    |
| ---------- | ---------------- | ------------- |
| Вратарь    | Алексей Егоров   |               |
| Защитник   | Магнус Свенссон  |               |
| Нападающий | Мика Ниеминен    |               |
| Бомбардир  | Микаэль Нюландер | 6 (1+5) очков |

### Символическая сборная «A»
| Вратарь    | Яни Хурме                                       |
| Защитники  | Магнус Свенссон — Тимо Ютила                    |
| Нападающие | Патрик Чельберг — Мика Ниеминен — Юха Риихиярви |

### Символическая сборная «B»
| Вратарь    | Микаэль Сандберг                                       |
| Защитники  | Марко Кипрусофф — Рогер Юханссон                       |
| Нападающие | Владимир Вуйтек — Микаэль Нюландер — Александр Королюк |

## Победитель
| Победитель Кубка Карьяла 1996 |
| Финляндия Первый титул        |